# Rivière Pentecôte
Pour les articles homonymes, voir Pentecôte.
La rivière Pentecôte est une rivière de la Côte-Nord du Québec qui se jette dans le fleuve Saint-Laurent. Elle constitue un important cours d'eau de la réserve faunique de Sept-Îles.

## Toponymie
Le toponyme est en usage depuis 1685, Louis Jolliet inscrivait «Rivière nommée la pannecoste». 

## Géographie
Elle coule en direction sud à partir du mont Gélifract, contourne le mont J'Y-Vois-le-Nord, coule vers le sud puis conflue avec le Saint-Laurent. À 10 km au nord du fleuve, elle traverse sur 17 km le lac Pentecôte.
Les principaux bassins versants voisins sont :
- Rivière Toulnustouc au nord-ouest;
- Rivière de la Trinité au sud-ouest;
- Rivière aux Rochers au nord-est;
- Rivière Riverin sud-est.

## Tourisme
La rivière est réputée pour la pêche au saumon.